# Spartaco Guisco
René Spartaco Guisco dit Spartaco, né en Italie le 20 octobre 1911, mort le 17 avril 1942, fusillé par les Allemands au Mont-Valérien, est un militant communiste français, combattant des Brigades internationales et résistant. 
Il est particulièrement connu pour avoir dirigé le commando de Nantes qui, le 20 octobre 1941, abattit le Feldkommandant de Nantes Karl Hotz, déclenchant en représailles l'exécution de 48 otages à Châteaubriant, Nantes et Paris. 

## Biographie

### Enfance
Selon le site à la mémoire des accusés du procès de la Maison de la Chimie, Spartaco serait né à Precotto, dans la province d'Émilie, en Italie. Selon Oury, il est né le 20 octobre 1911 à Precotto près de Milan. Son père  Giuseppe Guiso, contremaître ajusteur dû fuir le fascisme en se réfugiant en France en 1922. Spartaco, adolescent à Milan doit à son tour fuir les chemises brunes des bandes fascistes de Mussolini, et rejoindre le père en France avec sa mère, ses frères et sœurs. La famille a été naturalisés français en 1931. La famille Guisco se serait installée  dans la banlieue parisienne à Villeparisis, avec ses quatre enfants. Bon élève, Spartaco à qui ses parents ne pouvaient payer d'études, travaille comme peintre en bâtiment et décorateur sitôt son certificat d’études obtenu. 

### Militant communiste et combattant des Brigades internationales
Après son service militaire, il s'installe à Paris dans le 14e arrondissement, commence à militer dans le quartier Montparnasse et adhère au Parti communiste,. 
En 1936, il est incorporé dans la 2e Brigade puis s'engage dans les Brigades internationales, à la 14e brigade où il fréquente notamment Henri Rol-Tanguy, commissaire politique, qu'il avait connu à Paris, et Roger Codou. Après de nombreuses blessures en 1937, il reçoit de la République espagnole la médaille du Courage. Revenu d'Espagne en 1939, il est mis au cachot par les autorités militaires françaises.

### Début de la Seconde Guerre mondiale
Mobilisé en 1939, il est décoré de la Croix de guerre avec deux étoiles de bronze alors que son frère Ereno, également mobilisé, est tué le 9 juin 1940. Démobilisé durant l'été 1940, Spartaco rentre dans  l’Organisation spéciale, sorte de service d'ordre du Parti communiste, qui, depuis septembre 1939, est interdit en raison de son soutien au pacte germano-soviétique et est devenu clandestin (voir : Histoire du Parti communiste français) et, jusqu'en juillet 1941, est affecté à des missions de propagande ,.

### Résistance
En juillet 1941, à la suite de l'invasion de l'URSS par l'Allemagne, le parti communiste met sur pied diverses organisations chargées de mener des actions de lutte armée. Certains de ces groupes sont formés d'étrangers de la MOI. C'est dans l'un de ces groupes qu'est intégré Spartaco, sous le commandement du Républicain espagnol Conrad Miret i Musté, selon les sources. Le groupe de Miret i Musté est amené à travailler avec des groupes des Bataillons de la Jeunesse formés de jeunes communistes depuis le mois d'août. Ainsi, le 19 septembre, Conrad Miret i Musté participe à l'attaque au cocktail Molotov d'un garage de l'armée allemande dans le 17e arrondissement de Paris, aux côtés du groupe Le Berre et du groupe Brustlein.

### L'attentat de Nantes
En octobre 1941, Spartaco est envoyé en commando à Nantes avec Gilbert Brustlein et Marcel Bourdarias. À Montparnasse, Fabien le présente à Brustlein : « Je te présente Spartaco, c'est lui le chef, il a les directives ». Brustlein décrit Spartaco comme « petit, brun, râblé ». Ancien combattant des Brigades internationales, plus âgé d'une dizaine d'années que ses deux camarades, Spartaco exerce facilement son ascendant sur eux.
Ils ont pour mission de saboter une ligne de chemin de fer, d'abattre un officier allemand et, ensuite, de ramener à Paris (à Marcel Paul, un dirigeant du parti en Loire-Inférieure) des explosifs dérobés sur un chantier quelques semaines auparavant. Arrivés à Nantes, ils prennent contact avec un militant communiste, Henri Gomichon, qui les héberge à son domicile, à Orvault. Le 18 octobre, ils rencontrent Fabien venu à Nantes inspecter ses troupes. 
Le 19 octobre, pendant que Brustlein cherche vainement dans la ville un officier à abattre, Spartaco et Bourdarias sont aux prises avec des problèmes techniques de détonateurs. Rien ne se passe ce jour-là.
À l'aube du lundi 20, 489e jour d'occupation militaire allemande de la ville, le groupe parvient à sectionner un rail sur une longueur de 50 cm. Ensuite, Brustlein et Spartaco partent à la recherche d'un officier allemand à abattre, et, près de la cathédrale, rencontrent Karl Hotz le Feldkommandant de Loire-Inférieure accompagné de son aide de camp, le capitaine Wilhelm Sieger qui sortent du café du Nord.  
Tandis que l'arme de Spartaco Guisco, qui visait le capitaine Sieger, s'enraye au moment de tirer, Brustlein tire deux balles de 6,35 sur l'officier allemand de Karl Hotz. Les deux résistants réussissent à prendre la fuite, tandis que Sieger et des témoins assistent à la mort rapide du lieutenant-colonel Hotz malgré l'arrivée rapide du docteur Gourdet, voisin de la scène.
Étant donné l'importance de Hotz dans la hiérarchie militaire, Adolf Hitler est rapidement mis au courant par Otto von Stülpnagel, responsable des troupes d'occupation en France, et ordonne l'exécution de cent otages. Dès le lendemain, le responsable des troupes d’occupation en France, Otto von Stülpnagel, publie un avis qui prévoit l’exécution par représailles de 50 otages, l’exécution conditionnelle de 50 autres otages qui seront fusillés si les coupables n’ont pas été arrêtés le 23 octobre au soir, et une somme globale de 15 millions de francs pour rétribuer les informations permettant l’arrestation des coupables (à ce moment le salaire mensuel d’un ouvrier est de 1 500 francs.
L'attentat contre Karl Hotz a pour conséquence l'exécution en représailles, le 22 octobre, de 48 otages dont à Châteaubriant (27), à Nantes (16) et à Paris (5). Les otages sont essentiellement communistes, le plus connu (parce qu’il est le plus jeune) est Guy Môquet, un jeune militant des Jeunesses communistes de 17 ans. L'attentat ne sera pas revendiqué par le PCF avant 1950.
En ce qui concerne les trois hommes du commando, ils vont réussir à quitter la ville dans l'après-midi du 20. La police effectue pourtant des contrôles sur les routes et des perquisitions aux domiciles d'un certain nombre de militants communistes. Des étudiants et des étrangers sont appréhendés. Le commando décide de se séparer. Brustlein raconte dans son livre comment il parvient à Paris le 21 octobre au soir. On ne sait pas très bien comment Spartaco et Bourdarias ont quitté la ville de Nantes. Deux jours plus tard, la tenancière du bistrot que fréquentait le commando  signalera leur disparition et permettra l'identification par la police allemande de Gilbert Brustlein et de Marcel Bourdarias.

### Arrestation et mort au Mont-Valérien
De retour à Paris, Spartaco travaille à nouveau avec Miret-Muste, avec France Bloch-Serazin, que Spartaco avait connue avant-guerre, comme agent de liaison. Mais toutes les polices françaises sont aux trousses de ces « terroristes ». Spartaco est appréhendé rue de la Gaîté le 10 février 1942. Il est torturé, comme en témoignent les photographies retrouvées dans les archives de la police. Il ne lâche rien sur l'attentat de Nantes (il semble ne jamais avoir été identifié comme membre du commando), ni sur France Bloch-Serazin, mais selon Berlière et Liaigre finit par fournir des informations qui aideront la police à retrouver Conrad Miret i Musté ce que conteste Codou et Oury. 
Spartaco est jugé, les boulets aux pieds, le 14 avril 1942 avec vingt-six autres résistants par un tribunal militaire allemand, lors du procès de la Maison de la Chimie. Il est condamné à mort pour résistance et fusillé au Mont-Valérien le 17 avril 1942.
Sa tombe au carré des Fusillés du cimetière d'Ivry-sur-Seine est transférée le 8 octobre 1947 au cimetière de Villeparisis dans le même tombeau que son frère Ereno mort en 1940.

### De l'ostracisme à la réhabilitation
Dès le 9 mars 1942, Guisco est dénoncé comme traître dans l'Humanité clandestine ; au lendemain de la Libération, un résistant communiste affirme dans un rapport à la commission centrale de contrôle politique du parti que Spartaco a donné des noms après son arrestation. Selon Roger Codou, son ancien camarade de la 14e brigade,  interrogé par Le Maitron : 

« [...] le bruit courut alors qu'il avait été libéré après avoir parlé et qu'il avait filé en Espagne. Le Parti communiste refusa de la réhabiliter ; son nom disparut des listes des combattants des Brigades internationales et des martyrs de la Résistance. Des communistes qui avaient côtoyé Spartaco en prison au moment où il subissait la torture refusent toujours de croire à sa culpabilité et pensent que Guisco Spartaco a été chargé d'erreurs commises par d'autres. »

Dans son livre publié en 1982, Le Cabochard : mémoires d'un communiste 1925-1982, Codou fait d'Henri Rol-Tanguy le calomniateur de Spartaco ; il cite notamment une lettre adressée par Tanguy à René Landais un an après la Libération dans laquelle l'ancien commissaire des Brigades internationales écrit : Pour Spartaco, c'est différent. Il a très certainement trahi et, nous croyons, passé en Espagne. En revanche, Marcel Paul avait déclaré à Codou qu'il considérait Spartaco comme un « pur héros ».
Le 29 août 1996, à la suite des démarches de Jean-Marie Rossi, un étudiant en histoire qui s'était lié d'amitié avec Roger Codou, Francette Lazard, au nom du PCF, envoyait à Ernesta Guisco, sœur de Spartaco, une lettre l'informant que les mesures d'exclusion et de mise à l'écart concernant son frère étaient « nulles et non avenues ». 

## Rues, plaques commémoratives

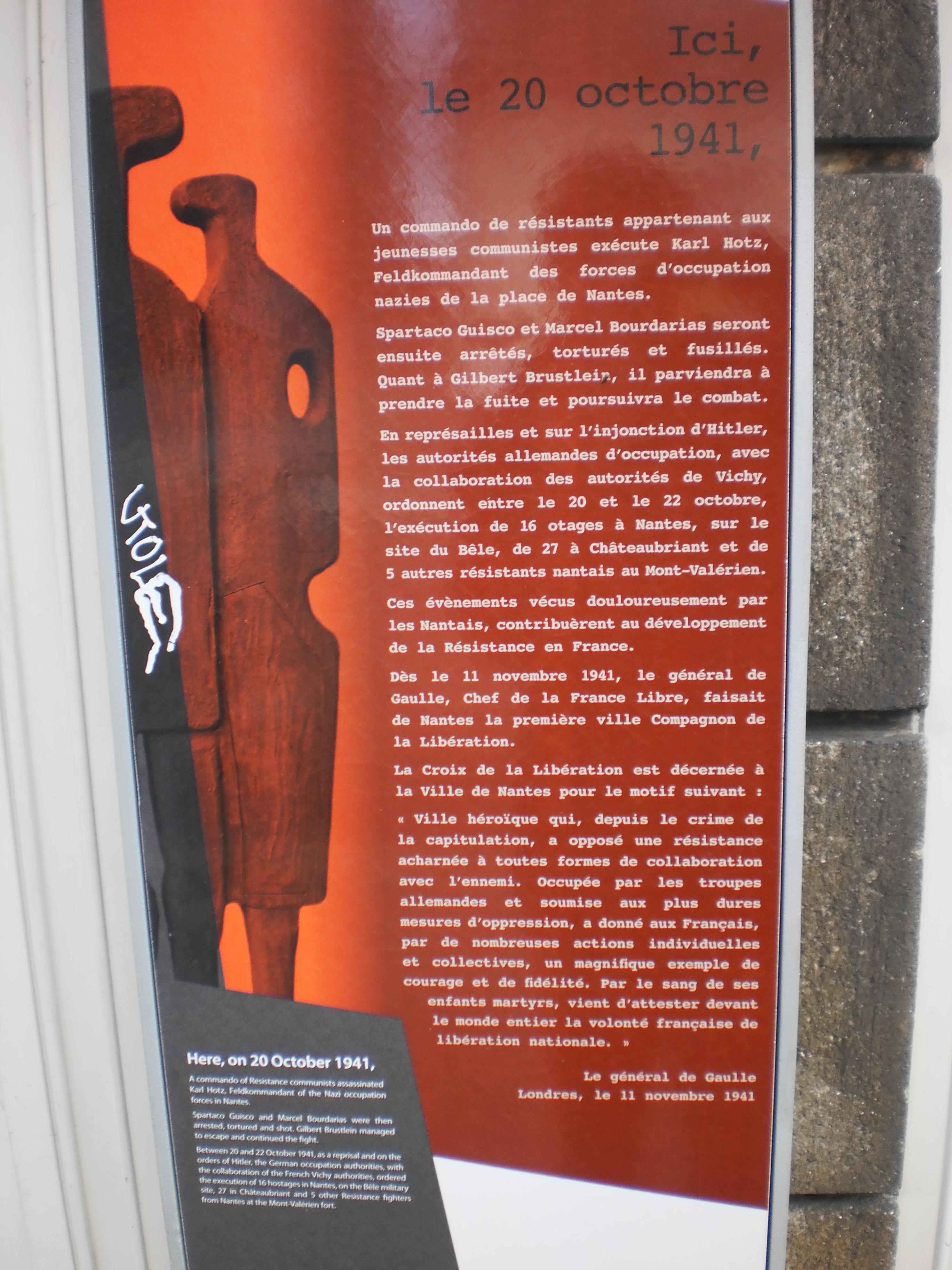
Plaque commémorative où le nom de Spartaco Guisco est mentionné.

Devant le lieu de l'exécution de Karl Hotz, devant no 1 de la rue du Roi-Albert à Nantes, une plaque commémorative rappelle le rôle joué par Spartaco Guisco, dans des termes relevant l'importance de l'acte dans l'histoire de la Résistance.
Une stèle à Villeparisis (77) dans le parc Honoré de Balzac rappelle son souvenir.